# 53e Grammy Awards

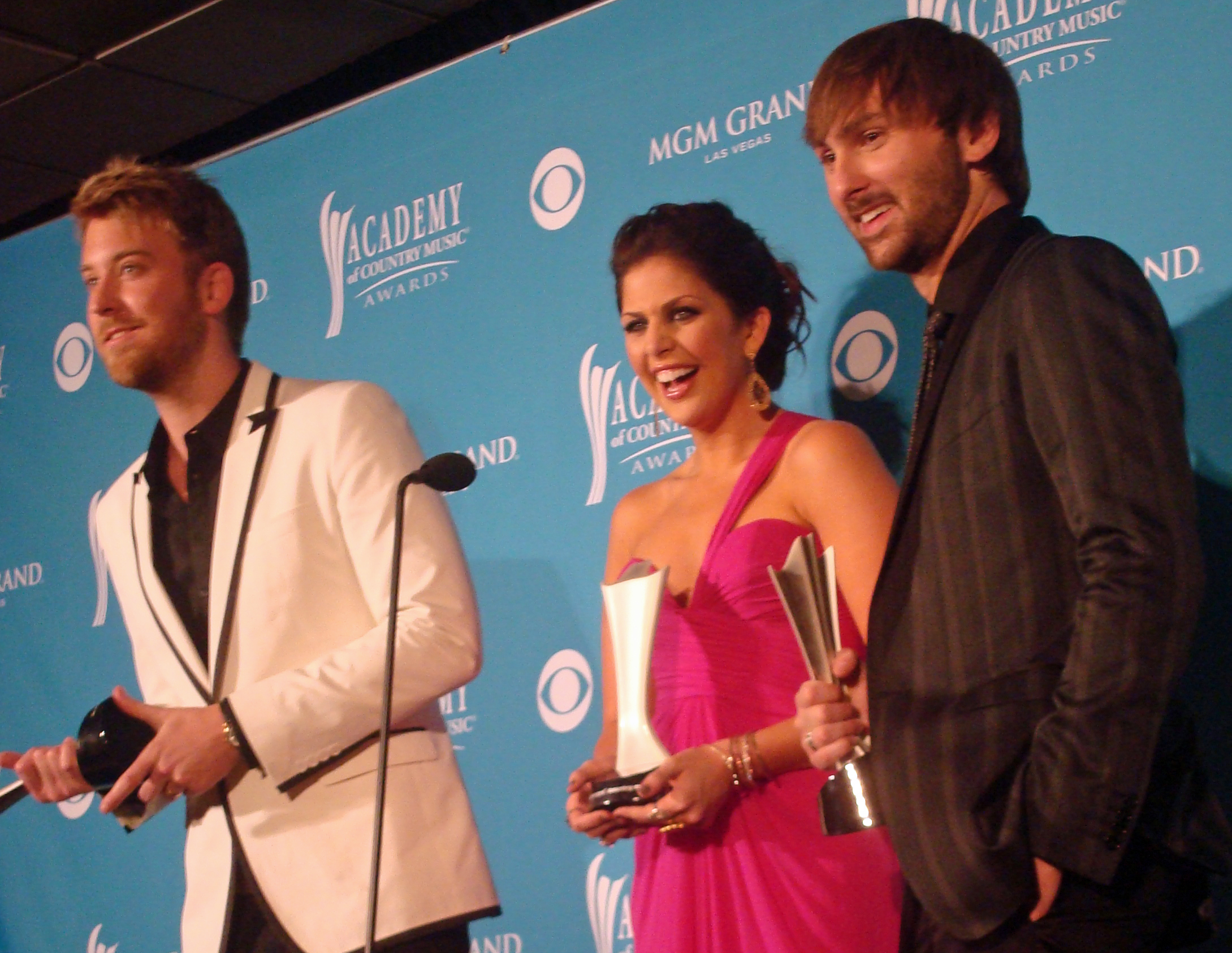
De Amerikaanse countrygroep Lady Antebellum werden de grote winnaars met vijf awards, inclusief Song of the Year en Record of the Year voor de wereldhit Need You Now.

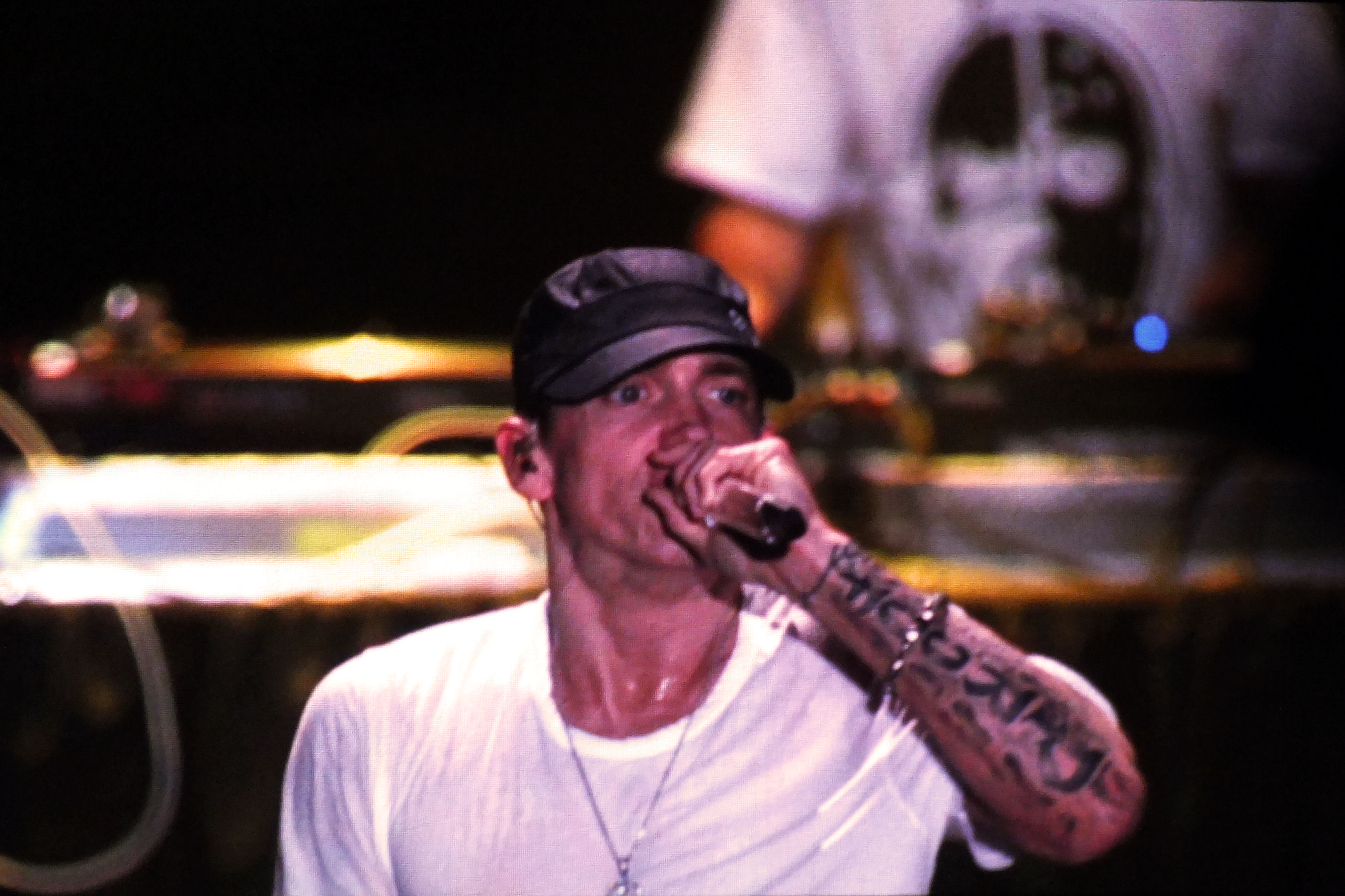
Rapper Eminem was vooraf de grootste kanshebber van de Grammy's met maar liefst 10 nominaties, maar wist uiteindelijk 'maar' twee awards te winnen in de categorie rap

De 53e editie van de jaarlijkse Grammy Awards, waarbij prijzen werden uitgereikt in verschillende categorieën voor de beste Amerikaanse muzikanten, vond plaats op 13 februari 2011 in het Staples Center in Los Angeles, Californië.

## Optredens
Tijdens de 53e Grammy Awards werden meerderen opteredens gegeven door:
| Artiest                                                                         | Song |
| ------------------------------------------------------------------------------- | --- |
| Yolanda Adams Christina Aguilera Jennifer Hudson Martina McBride Florence Welch | Tribute to Aretha Franklin "(You Make Me Feel Like) A Natural Woman" "Ain't No Way" (Aguilera) "Until You Come Back to Me (That's What I'm Gonna Do)" (McBride) "Think" (Welch) "Respect" (Hudson) "Spirit in the Dark" (Adams) "Sisters Are Doin' It for Themselves" |
| Lady Gaga                                                                       | "Born This Way" |
| Miranda Lambert                                                                 | "The House That Built Me" |
| Muse                                                                            | "Uprising" |
| B.o.B Bruno Mars Janelle Monáe                                                  | "Nothin' on You" Grenade" "Cold War" |
| Justin Bieber Jaden Smith                                                       | "Baby" "Never Say Never" |
| Usher                                                                           | "OMG" |
| Mumford & Sons The Avett Brothers Bob Dylan                                     | "The Cave" "Head Full of Doubt" "Maggie's Farm" |
| Lady Antebellum                                                                 | "If You Don't Know Me By Now" "American Honey" "Need You Now" |
| Cee Lo Green Gwyneth Paltrow The Muppets                                        | "Fuck You!" |
| Katy Perry                                                                      | "Not Like the Movies" "Teenage Dream" |
| Norah Jones John Mayer Keith Urban                                              | "Jolene" |
| Eminem Adam Levine Rihanna Skylar Grey Dr. Dre                                  | "Love the Way You Lie" "I Need a Doctor" |
| Mick Jagger Raphael Saadiq                                                      | "Everybody Needs Somebody to Love" Tribute to Solomon Burke |
| Barbra Streisand                                                                | "Evergreen |
| Rihanna Drake                                                                   | "What's My Name?" |
| Arcade Fire                                                                     | "Month of May" Ready to Start" |

## Uitreikers
Uitreikers voor de ceremonie
- BT
- Kathy Griffin
- Wayne Wallace
- Laurie Anderson
- Sara Bareilles

Telecast ceremonie
| - LL Cool J — kondigde het Aretha Franklin-tribuut aan - Ricky Martin — kondigde Lady Gaga aan - Blake Shelton —kondigde Miranda Lambert aan - Lenny Kravitz — kondigde Muse aan - Ryan Seacrest — kondigde Bruno Mars, B.o.B, en Janelle Monáe aan - Dierks Bentley en Zac Brown — Best Female Country Vocal Performance - Eva Longoria — kondigde Justin Bieber, Jaden Smith en Usher aan - Paramore en Pauley Perrette — Best Rock Album - Selena Gomez en Donnie Wahlberg — Best Pop Vocal Album - David Letterman — introduced Bob Dylan, Mumford & Sons en The Avett Bros - Clay Matthews en Lea Michele — Kondigde Lady Antebellum aan - Kings of Leon en Miley Cyrus — Best Country Album | - Jamie Foxx — Kondigde Cee Lo Green, Gwyneth Paltrow en "The Puppets" aan - Neil Patrick Harris — kondigde Katy Perry aan - John Mayer, Norah Jones and Keith Urban — Song of the Year - Seth Rogen — kondigde Eminem, Dr. Dre, en Rihanna aan - Jewel en John Legend — Best New Artist - Matthew Morrison — kondigde Recording Academy President Neil Portnow aan - Kris Kristofferson — kondigde Barbra Streisand aan - Nicki Minaj en will.i.am — Best Rap Album - Diddy — kondigde Drake en Rihanna aan - Marc Anthony and Jennifer Lopez — =Record of the Year - Jason Segel — kondigde Arcade Fire aan - Barbra Streisand and Kris Kristofferson — Album of the Year |

## Prijzen

### Special Merit Awards
MusiCares Person of the Year
- Barbra Streisand

Grammy Lifetime Achievement Award
- Julie Andrews, Roy Haynes, Juilliard String Quartet, The Kingston Trio, Dolly Parton, Ramones, George Beverly Shea[5]

### Algemene prijzen
Plaat van het jaar
Record of the Year
"Need You Now" – Lady Antebellum
Lady Antebellum & Paul Worley, producers; Clarke Schleicher, engineer/mixer
- "Nothin' on You" – B.o.B & Bruno Mars
  - The Smeezingtons, producers; Ari Levine, engineer/mixer
- "Love the Way You Lie" – Eminem & Rihanna
  - Alex da Kid & Makeba Riddick, producers; Alex da Kid, Eminem & Mike Strange, engineers/mixers
- "Fuck You!" – Cee Lo Green
  - The Smeezingtons, producers
- "Empire State of Mind" – Jay-Z & Alicia Keys
  - Angela Hunte, Jane't "Jnay" Sewell-Ulepic & Shux, producers; Ken "Duro" Ifill, Gimel "Young Guru" Keaton & Ann Mincieli, engineers/mixers

Album van het jaar
Album of the Year
The Suburbs – Arcade Fire
Arcade Fire & Markus Dravs, producers; Arcade Fire, Mark Lawson & Craig Silvey, engineers/mixers; Mark Lawson, mastering engineer
- Recovery – Eminem
  - Kobe, Lil Wayne, Pink & Rihanna, producers; Alex da Kid, Boi-1da, Nick Brongers, Supa Dups, DJ Khalil, Dr. Dre, Eminem, Havoc, Victor Alexander, Emile Haynie, Jim Jonsin, Just Blaze, Mr. Porter & Script Shepherd, engineers/mixers; Brian "Big Bass" Gardner, mastering engineer
- Need You Now – Lady Antebellum
  - Lady Antebellum & Paul Worley, producers; Clarke Schleicher, engineer/mixer; Andrew Mendelson, mastering engineer
- The Fame Monster – Lady Gaga
  - Beyoncé, featured artist; Ron Fair, Fernando Garibay, Tal Herzberg, Rodney Jerkins, Lady Gaga, RedOne, Teddy Riley & Space Cowboy, producers; Eelco Bakker, Christian Delano, Mike Donaldson, Paul Foley, Tal Herzberg, Rodney Jenkins, Hisashi Mizoguchi, Robert Orton, Dan Parry, Jack Joseph Puig, RedOne, Teddy Riley, Dave Russel, Johnny Severin, Victor Alexander, Space Cowboy, Mark Stent, Jonas Wetling & Frank Wolff, engineers/mixers; Gene Grimaldi, mastering engineer
- Teenage Dream – Katy Perry
  - Snoop Dogg, featured artist; Ammo, Benny Blanco, Dr. Luke, Kuk Harrell, Max Martin, Stargate, C. "Tricky" Stewart, Sandy Vee & Greg Wells, producers; Steve Churchyard, Mikkel S. Eriksen, Serban Ghenea, John Hanes, Sam Holland, Jaycen-Joshua, Victor Alexander, Damien Lewis, Chris O'Ryan, Carlos Oyanedel, Paris, Phil Tan, Brain Thomas, Lewis Tozour, Miles Walker, Emily Wright & Andrew Wuepper, engineers/mixers; Brian Gardner, mastering engineer

Lied van het jaar
Song of the Year
"Need You Now"
Dave Haywood, Josh Kear, Charles Kelley & Hillary Scott, songwriters (Lady Antebellum)
- "Beg, Steal or Borrow"
  - Ray LaMontagne, songwriter (Ray LaMontagne en de Pariah Dogs)
- "Fuck You!"
  - Cee Lo Green, Philip Lawrence & Bruno Mars, songwriters (Cee Lo Green)
- "The House That Built Me"
  - Tom Douglas & Allen Shamblin, songwriters (Miranda Lambert)
- "Love the Way You Lie"
  - Alexander Grant, Holly Hafferman & Marshall Mathers, songwriters (Eminem en Rihanna)

Beste nieuwe artiest
Best New Artist
Esperanza Spalding
- Justin Bieber
- Drake
- Florence & The Machine
- Mumford & Sons

### Pop
Beste vrouwelijke Pop optreden
Best Female Pop Vocal Performance
"Bad Romance" – Lady Gaga
- "King of Anything" – Sara Bareilles
- "Halo" (Live) – Beyoncé
- "Chasing Pirates" – Norah Jones
- "Teenage Dream" – Katy Perry

Beste mannelijke Pop optreden
Best Male Pop Vocal Performance
"Just the Way You Are" – Bruno Mars
- "Haven't Met You Yet" – Michael Bublé
- "This Is It" – Michael Jackson
- "Whataya Want from Me" – Adam Lambert
- "Half of My Heart" – John Mayer

Beste groep Pop optreden
Best Pop Performance by a Duo or Group with Vocals
"Hey, Soul Sister" (Live) – Train
- "Don't Stop Believin'" (Regionals Version) – Glee Cast
- "Misery" – Maroon 5
- "The Only Exception" – Paramore
- "Babyfather" – Sade

Beste samenwerking Pop
Best Pop Collaboration with Vocals
"Imagine" – Herbie Hancock, P!nk, India.Arie, Seal, Konono Nº1, Jeff Beck, & Oumou Sangaré
- "Airplanes, Part II" – B.o.B, Eminem, & Hayley Williams
- "If It Wasn't for Bad" – Elton John & Leon Russell
- "Telephone" – Lady Gaga & Beyoncé
- "California Gurls" – Katy Perry & Snoop Dogg

Beste instrumentale Pop optreden
Best Pop Instrumental Performance
"Nessun Dorma" – Jeff Beck
- "Flow" – Laurie Anderson
- "No Mystery" – Stanley Clarke
- "Orchestral Intro" – Gorillaz
- "Sleepwalk" – The Brian Setzer Orchestra

Beste instrumentale Pop album
Best Pop Instrumental Album
Take Your Pick – Larry Carlton & Tak Matsumoto
- Pushing the Envelope – Gerald Albright
- Heart and Soul – Kenny G
- Singularity – Robby Krieger
- Everything Is Everything: The Music of Donny Hathaway – Kirk Whalum

Beste Pop album
Best Pop Vocal Album
The Fame Monster – Lady Gaga
- My World 2.0 – Justin Bieber
- I Dreamed a Dream – Susan Boyle
- Battle Studies – John Mayer
- Teenage Dream – Katy Perry

### Dance
Beste Dancenummer
Best Dance Recording
"Only Girl" – Rihanna
Crystal Johnson, Mikkel S. Eriksen, Tor Erik Hermansen, Sandy Wilhelm, producers: Stargate, Sandy Vee
- "Rocket" – Goldfrapp
  - Alison Goldfrapp & Will Gregory, producers; Mark 'Spike' Stent, mixer
- "In for the Kill" – La Roux
  - Elly Jackson & Ben Langmaid, producers; Serban Ghenea & John Hanes, mixers
- "Dance in the Dark" – Lady Gaga
  - Fernando Garibay & Lady Gaga, producers; Robert Orton, mixer
- "Dancing on My Own" – Robyn
  - Patrik Berger & Robyn, producers; Niklas Flyckt, mixer

Beste Dance album
Best Electronic/Dance Album
La Roux – La Roux
- These Hopeful Machines – BT
- Further – The Chemical Brothers
- Head First – Goldfrapp
- Black Light – Groove Armada

### Traditional pop
Beste Traditionele Pop album
Best Traditional Pop Vocal Album
Crazy Love – Michael Bublé
- The Greatest Love Songs of All Time – Barry Manilow
- Let It Be Me: Mathis in Nashville – Johnny Mathis
- Fly Me to the Moon... The Great American Songbook Volume V – Rod Stewart
- Love Is the Answer – Barbra Streisand

### Rock
Beste solo Rock optreden
Best Solo Rock Vocal Performance
"Helter Skelter" – Paul McCartney
- "Run Back to Your Side" – Eric Clapton
- "Crossroads" – John Mayer
- "Silver Rider" – Robert Plant en de Band of Joy
- "Angry World" – Neil Young

Beste groep Rock optreden
Best Rock Performance by a Duo or Group with Vocals
"Tighten Up" – The Black Keys
- "Ready to Start" – Arcade Fire
- "I Put a Spell on You" – Jeff Beck & Joss Stone
- "Radioactive" – Kings of Leon
- "Resistance" – Muse

Beste Hard Rock optreden
Best Hard Rock Performance
"New Fang" – Them Crooked Vultures
- "A Looking in View" – Alice in Chains
- "Let Me Hear You Scream" – Ozzy Osbourne
- "Black Rain" – Soundgarden
- "Between the Lines" – Stone Temple Pilots

Best Metal Performance
"El Dorado" – Iron Maiden
- "Let the Guilt Go" – Korn
- "In Your Words" – Lamb of God
- "Sudden Death" – Megadeth
- "World Painted Blood" – Slayer

Beste Rock instrumentale optreden
Best Rock Instrumental Performance
"Hammerhead" – Jeff Beck
- "Black Mud" – The Black Keys
- "Do the Murray" – Los Lobos
- "Kundalini Bonfire" – Dave Matthews & Tim Reynolds
- "The Deathless Horsie" – Dweezil Zappa

Beste Rock lied
Best Rock Song
"Angry World"
Neil Young, songwriter (Neil Young)
- "Little Lion Man"
  - Ted Dwane, Ben Lovett, Marcus Mumford & Country Winston, songwriters (Mumford & Sons)
- "Radioactive"
  - Caleb Followill, Jared Followill, Matthew Followill & Nathan Followill, songwriters (Kings of Leon)
- "Resistance"
  - Matthew Bellamy, songwriter (Muse)
- "Tighten Up"
  - Dan Auerbach & Patrick Carney, songwriters (The Black Keys)

Beste Rock album
Best Rock Album
The Resistance – Muse
- Emotion & Commotion – Jeff Beck
- Backspacer – Pearl Jam
- Mojo – Tom Petty and the Heartbreakers
- Le noise – Neil Young

### Alternate
Beste Alternative album
Best Alternative Music Album
Brothers – The Black Keys
- The Suburbs – Arcade Fire
- Infinite Arms – Band of Horses
- Broken Bells – Broken Bells
- Contra – Vampire Weekend

### R&B
Beste vrouwelijke R&B optreden
Best Female R&B Vocal Performance
"Bittersweet" – Fantasia
- "Everything to Me" – Monica
- "Gone Already" – Faith Evans
- "Tired" – Kelly Price
- "Holding You Down" – Jazmine Sullivan

Beste mannelijke R&B optreden
Best Male R&B Vocal Performance
"There Goes My Baby" – Usher
- "Second Chance" – El DeBarge
- "Finding My Way Back" – Jaheim
- "Why Would You Stay" – Kem
- "We're Still Friends" – (Kirk Whalum &) Musiq Soulchild

Beste R&B groepoptreden
Best R&B Performance by a Duo or Group with Vocals
"Soldier of Love" – Sade
- "Love" – Chuck Brown, Jill Scott & Marcus Miller
- "Take My Time" – Chris Brown & Tank
- "You've Got a Friend" – Ronald Isley & Aretha Franklin
- "Shine" – John Legend & The Roots

Beste traditionele R&B optreden
Best Traditional R&B Vocal Performance
"Hang On in There" – John Legend & The Roots
- "When a Woman Loves" – R. Kelly
- "You're So Amazing" – Calvin Richardson
- "In Between" – Ryan Shaw
- "Go" (Live) – Betty Wright

Beste Urban/Alternative optreden
Best Urban/Alternative Performance
"Fuck You!" – Cee Lo Green
- "Little One" – Bilal
- "Orion" – Carolyn Malachi
- "Tightrope" – Janelle Monáe & Big Boi
- "Still" – Eric Roberson

Beste R&B lied
Best R&B Song
"Shine"
John Stephens, songwriter (John Legend & The Roots)
- "Bittersweet"
  - Charles Harmon & Claude Kelly, songwriters (Fantasia)
- "Finding My Way Back"
  - Ivan "Orthodox" Barias, Curt Chambers, Carvin "Ransum" Haggins, Jaheim Hoagland & Miquel Jontel, songwriters (Jaheim)
- "Second Chance"
  - E. Debarge & Mischke, songwriters (El DeBarge)
- "Why Would You Stay"
  - K. Owens, songwriter (Kem)

Beste R&B album
Best R&B Album
Wake Up! – John Legend & The Roots
- Still Standing – Monica
- ''Back to Me – Fantasia
- Another Round – Jaheim
- The Love & War Masterpeace – Raheem DeVaughn

Beste eigentijdse R&B album
Best Contemporary R&B Album
Raymond vs. Raymond – Usher
- Untitled – R. Kelly
- Graffiti – Chris Brown
- Transition – Ryan Leslie
- The ArchAndroid – Janelle Monáe

### New Age
Beste New Age album
Best New Age Album
Miho: Journey to the Mountain – Paul Winter Consort
- Ocean – Michael DeMaria
- Sacred Journey of Ku-Kai, Volume 4 – Kitaro
- Dancing into Silence – R. Carlos Nakai, William Eaton & Will Clipman
- Instrumental Oasis, Vol. 4 – Zamora

### Reggae
Beste Reggae album
Best Reggae Album
Before the Dawn – Buju Banton
- Isaacs Meets Isaac – Gregory Isaacs & King Isaac
- Revelation – Lee "Scratch" Perry
- Made in Jamaica – Bob Sinclar en Sly & Robbie
- One Pop Reggae + – Sly & Robbie and de Family Taxi
- Legacy An Acoustic Tribute to Peter Tosh – Andrew Tosh

### World Music
Beste Traditionele World Music album
Best Traditional World Music Album
Ali and Toumani – Ali Farka Touré & Toumani Diabaté
- Pure Sounds – Gyuto Monks of Tibet
- I Speak Fula – Bassekou Kouyate & Ngoni Ba
- Grace – Soweto Gospel Choir
- Tango Universal – Vayo

Beste eigentijdse World Music album
Best Contemporary World Music Album
Throw Down Your Heart , Africa Sessions Part 2: Unreleased Tracks – Béla Fleck
- All in One – Bebel Gilberto
- ÕŸÖ – Angelique Kidjo
- Bom Tempo – Sérgio Mendes
- Om Namo Narayanaya: Soul Call – Chandrika Krishnamurthy Tandon

### Children's
Beste muzikale kinderalbum
Best Musical Album for Children
Tomorrow's Children – Pete Seeger en de Rivertown Kids and Friends
- Here Comes Science – They Might Be Giants
- Jungle Gym – Justin Roberts
- Sunny Days – Battersby Duo
- Weird Things Are Everywhere! – Judy Pancoast

Beste gesproken kinderalbum
Best Spoken Word Album For Children
Julie Andrews' Collection of Poems, Songs, And Lullabies – Julie Andrews & Emma Walton Hamilton
- Anne Frank: The Diary of a Young Girl: The Definitive Edition – Selma Blair
- The Best Candy in the Whole World – Bill Harley
- Healthy Food For Thought: Good Enough to Eat – (Various Artists); Jim Cravero, Paula Lizzi & Steve Pullara, producers
- Nanny McPhee Returns – Emma Thompson

### Spoken Word
Best Spoken Word Album
Earth – Jon Stewart (Met Samantha Bee, Wyatt Cenac, Jason Jones, John Oliver & Sigourney Weaver)
- American on Purpose – Craig Ferguson
- The Bedwetter – Sarah Silverman
- A Funny Thing Happened on the Way to the Future… – Michael J. Fox
- This Time Together: Laughter and Reflection – Carol Burnett
- The Woody Allen Collection: Mere Anarchy, Side Effects, Without Feathers, Getting Even – Woody Allen

### Comedy
Beste Komedie album
Best Comedy Album
Stark Raving Black – Lewis Black
- Cho Dependent – Margaret Cho
- I Told You I Was Freaky – Flight of the Conchords
- Kathy Griffin Does the Bible Belt – Kathy Griffin
- Weapons of Self Destruction – Robin Williams

### Musical show
Beste Musical show album
Best Musical Show Album
American Idiot (featuring Green Day) – Billie Joe Armstrong, producer (Green Day, componist; Billie Joe Armstrong, lyricist)
- Fela! – Robert Sher, producer (Fela Anikulapo-Kuti, composer; Fela Anikulapo-Kuti, lyricist)
- A Little Night Music – Tommy Krasker, producer (Stephen Sondheim, componist; Stephen Sondheim, lyricist)
- Promises, Promises – David Caddick & David Lai, producers (Burt Bacharach, componist; Hal David, lyricist)
- Sondheim on Sondheim – Philip Chaffin & Tommy Krasker, producers (Stephen Sondheim, componist; Stephen Sondheim, lyricist)

### Film, TV and other visual media
Beste compilatie Soundtrack album voor film, televisie of een andere visuele media
Best Compilation Soundtrack Album for Motion Picture, Television or Other Visual Media
Crazy Heart
- Glee: The Music, Volume 1
- Treme (TV series)
- True Blood – Volume 2
- The Twilight Saga: Eclipse

Best Score Soundtrack Album for Motion Picture, Television or Other Visual Media
Toy Story 3 – Randy Newman
- Alice in Wonderland – Danny Elfman
- Avatar – James Horner
- Inception – Hans Zimmer
- Sherlock Holmes – Hans Zimmer

Beste lied geschreven voor een film, televisieprogramma of andere visuele media
Best Song Written for Motion Picture, Television or Other Visual Media
"The Weary Kind" (From Crazy Heart)
Ryan Bingham & T Bone Burnett, songwriters (Ryan Bingham)
- "Down in New Orleans" (From The Princess and the Frog)
  - Randy Newman, songwriter (Dr. John)
- "I See You" (From Avatar)
  - Simon Franglen, Kuk Harrell & James Horner, songwriters (Leona Lewis)
- "Kiss Like Your Kiss" (From True Blood)
  - Lucinda Williams, songwriter (Lucinda Williams & Elvis Costello)
- "This City" (From Tremé)
  - Steve Earle, songwriter (Steve Earle)

### Composing and arranging
Beste instrumentale compositie
Best Instrumental Composition
"The Path Among the Trees" – Billy Childs
- "Aurora" – Patrick Williams
- "Battle Circle" – Gerald Clayton
- "Box of Cannoli" – Tim Hagans
- "Fourth Stream...La Banda" – Bill Cunliffe

Beste instrumentale begeleiding
Best Instrumental Arrangement
"Carlos" – Vince Mendoza
- "Fanfare for a New Day" – Patrick Williams
- "Itsbynne Reel" – Gil Goldstein
- "Monet" – Ted Nash
- "Skip to My Lou" – Frank Macchia

Beste instrumentale begeleiding van vocalist
Best Instrumental Arrangement Accompanying Vocalist(s)
"Baba Yetu" – Christopher Tin, arranger (Christopher Tin, Soweto Gospel Choir & Royal Philharmonic Orchestra)
- "Baby" – Roger Treece, arranger (Bobby McFerrin)
- "Based on a Thousand True Stories" – Vince Mendoza, arranger (Silje Nergaard & Metropole Orchestra Strings)
- "Don't Explain" – Geoffrey Keezer, arranger (Denise Donatelli)
- "Imagine" – Herbie Hancock & Larry Klein, arrangers (Herbie Hancock, Pink, Seal, Jeff Beck, India.Arie, Konono No 1 & Oumou Sangare)

### Package
Best Recording Package
Brothers – Michael Carney, artdirector (The Black Keys)
- Eggs – Malene Mathiasson, Malthe Fischer, Kristoffer Rom, Nis Svoldgård & Aske Zidore, artdirectors (Oh No Ono)
- Hadestown – Brian Grunert, artdirector (Anaïs Mitchell)
- What Will We Be – Devendra Banhart & Jon Beasley, artdirectors (Devendra Banhart)
- Yonkers NY – Andrew Taray, artdirector (Chip Taylor)

Best Boxed or Special Limited Edition Package
Under Great White Northern Lights (Limited Edition Box Set) – Rob Jones & Jack White III, artdirectors (The White Stripes)
- Light: On the South Side – Tom Lunt, Rob Sevier & Ken Shipley, artdirectors (Various Artists)
- Minotaur (Deluxe Edition) – Jeff Anderson & Vaughan Oliver, artdirectors (The Pixies)
- A Sideman's Journey (Limited Collector's Super Deluxe Box Set) – Daniel Reiss & Klaus Voormann, artdirectors (Voormann & Friends)
- Story Island – Qing-Yang Xiao, artdirector (Various Artists)

### Production, surround sound
Best Surround Sound Album
- Britten's Orchestra
  - Keith O. Johnson, surround mix engineer; Keith O. Johnson, surround mastering engineer; David Frost, surround producer (Michael Stern & Kansas City Symphony)
- The Incident
  - Steven Wilson, surround mix engineer; Darcy Proper, surround mastering engineer; Steven Wilson, surround producer (Porcupine Tree)
- Parallax Eden
  - David Miles Huber, surround mix engineer; David Miles Huber, surround mastering engineer; David Miles Huber, surround producer (David Miles Huber)
- Songs And Stories (Monster Music Version)
  - Don Murray, surround mix engineer; Sangwook Nam & Doug Sax, surround mastering engineers; John Burk, Noel Lee & Marcus Miller, surround producers (George Benson)
- Trondheimsolistene – In Folk Style
  - Morten Lindberg, surround mix engineer; Morten Lindberg, surround mastering engineer; Morten Lindberg, surround producer (TrondheimSolistene)

### Production, classical
Best Engineered Album, Classical
An Engineer's Award. (De uitvoerders staat tussen haakjes.)
- Daugherty: Metropolis Symphony; Deus Ex Machina
  - Mark Donahue, John Hill & Dirk Sobotka, engineers (Giancarlo Guerrero & Nashville Symphony Orchestra)
- Have You Ever Been...?
  - Robert Friedrich, engineer (Turtle Island Quartet, Stefon Harris & Mike Marshall)
- Mackey, Steven: Dreamhouse
  - David Frost, Tom Lazarus, Steven Mackey & Dirk Sobotka, engineers (Gil Rose, Rinde Eckert, Catch Electric Guitar Quartet, Synergy Vocals & Boston Modern Orchestra Project)
- Porter, Quincy: Complete Viola Works
  - Leslie Ann Jones, Kory Kruckenberg & David Sabee, engineers (Eliesha Nelson & John McLaughlin Williams)
- Vocabularies
  - Steve Miller, Allen Sides & Roger Treece, engineers (Bobby McFerrin)

Producer Of The Year, Classical
A Producer's Award. (De uitvoerders staan tussen haakjes.)
- Blanton Alspaugh
  - Corigliano: Violin Concerto 'The Red Violin' (Michael Ludwig, JoAnn Falletta & Buffalo Philharmonic Orchestra)
  - Daugherty: Metropolis Symphony; Deus Ex Machina (Giancarlo Guerrero & Nashville Symphony)
  - Rachmaninov: Symphony No. 2 (Leonard Slatkin & Detroit Symphony Orchestra)
  - Tower Of The Eight Winds – Music For Violin & Piano By Judith Shatin (Borup-Ernst Duo)
  - Tyberg: Symphony No. 3; Piano Trio (JoAnn Falletta & Buffalo Philharmonic Orchestra)
  - Wind Serenades (Gregory Wolynec & Gateway Chamber Ensemble)
- David Frost
  - Britten's Orchestra (Michael Stern & Kansas City Symphony)
  - Chambers, Evan: The Old Burying Ground (Kenneth Kiesler & The University Of Michigan Symphony Orchestra)
  - Dorman, Avner: Concertos For Mandolin, Piccolo, Piano And Concerto Grosso (Andrew Cyr, Eliran Avni, Mindy Kaufman, Avi Avital & Metropolis Ensemble)
  - The 5 Browns In Hollywood (5 Browns)
  - Mackey, Steven: Dreamhouse (Gil Rose, Rinde Eckert, Catch Electric Guitar Quartet, Synergy Vocals & Boston Modern Orchestra Project)
  - Meeting Of The Spirits (Matt Haimovitz)
  - Two Roads To Exile (ARC Ensemble)
- Tim Handley
  - Adams: Nixon In China (Marin Alsop, Tracy Dahl, Marc Heller, Thomas Hammons, Maria Kanyova, Robert Orth, Chen-Ye Yan, Opera Colorado Chorus & Colorado Symphony Orchestra)
  - Debussy: Le Martyre De Saint Sébastien (Jun Märkl & Orchestre National De Lyon)
  - Dohnányi: Variations On A Nursery Song (JoAnn Falletta, Eldar Nebolsin & Buffalo Philharmonic Orchestra)
  - Harris: Symphonies Nos. 5 & 6 (Marin Alsop & Bournemouth Symphony Orchestra)
  - Hubay: Violin Concertos Nos. 1 And 2 (Chloë Hanslip, Andrew Mogrelia & Bournemouth Symphony Orchestra)
  - Messiaen: Poèmes Pour Mi (Anne Schwanewilms, Jun Märkl & Orchestre National De Lyon)
  - Piazzolla: Sinfonía Buenos Aires (Daniel Binelli, Tianwa Yang, Giancarlo Guerro & Nashville Symphony Orchestra)
  - Ries: Works For Flute And Piano (Uwe Grodd & Matteo Napoli)
  - Roussel: Symphony No. 1 (Stéphane Denève & Royal Scottish National Orchestra)
  - Shchedrin: Concertos For Orchestra Nos. 4 & 5 (Kirill Karabits & Bournemouth Symphony Orchestra)
  - Stamitz: Flute Concertos (Robert Aitken, Donatas Katkus & St. Christopher Chamber Orchestra)
  - Strauss, R: Josephs-Legende; Rosenkavalier; Die Frau Ohne Schatten (Orchestral Suites) (JoAnn Falletta & Buffalo Philharmonic Orchestra)
- Marina A. Ledin, Victor Ledin
  - Brubeck: Songs Of Praise (Lynne Morrow, Richard Grant, Quartet San Francisco & The Pacific Mozart Ensemble)
  - Cascade Of Roses (Janice Weber)
  - Gnattali: Solo & Chamber Works For Guitar (Marc Regnier)
  - If I Were A Bird (Michael Lewin)
  - Kletzki: Piano Concerto (Joseph Banowetz, Thomas Sanderling & Russian Philharmonic Orchestra)
  - Porter, Quincy: Complete Viola Works (Eliesha Nelson & John McLaughlin Williams)
  - Rubinstein: Piano Music (1852–1894) (Joseph Banowetz)
  - Rubinstein: Piano Music (1871–1890) (Joseph Banowetz)
  - 20th Century Harp Sonatas (Sarah Schuster Ericsson)
- James Mallinson
  - Mahler: Symphony No. 2 (Bernard Haitink, Duain Wolfe, Miah Persson, Christianne Stotijn, Chicago Symphony Chorus & Chicago Symphony Orchestra)
  - Prokofiev: Romeo And Juliet (Valery Gergiev & London Symphony Orchestra)
  - Shchedrin: The Enchanted Wanderer (Valery Gergiev, Evgeny Akimov, Sergei Aleksashkin, Kristina Kapustinskaya, Mariinsky Chorus & Mariinsky Orchestra)
  - Strauss, R: Ein Heldenleben; Webern: Im Sommerwind (Bernard Haitink & Chicago Symphony Orchestra)
  - Strauss, R: Eine Alpensinfonie (Bernard Haitink & London Symphony Orchestra)
  - Tchaikovsky: Rococo Variations; Prokofiev: Sinfonia Concertante (Gautier Capuçon, Valery Gergiev & Orchestra Of The Mariinsky Theatre)
  - Wagner: Parsifal (Valery Gergiev, Gary Lehman, Violeta Urmana, René Pape, Evgeny Nikitin, Alexei Tanovitski, Nikolai Putilin, Mariinsky Chorus & Mariinsky Orchestra)

### Classical
Best Classical Album
- Bruckner: Symphonies Nos. 3 & 4 – Mariss Jansons, conductor; Everett Porter, producer; Everett Porter, mastering engineer (Royal Concertgebouw Orchestra)
- Daugherty: Metropolis Symphony; Deus Ex Machina – Giancarlo Guerrero, conductor; Blanton Alspaugh, producer; Mark Donahue, John Hill & Dirk Sobotka, engineers/mixers (Terrence Wilson; Nashville Symphony Orchestra)
- Mackey, Steven: Dreamhouse – Gil Rose, conductor; Rinde Eckert; Catch Electric Guitar Quartet; David Frost, producer; David Frost, Tom Lazarus, Steven Mackey & Dirk Sobotka, engineers/mixers; Silas Brown, mastering engineer (Boston Modern Orchestra Project; Synergy Vocals)
- Sacrificium – Giovanni Antonini, conductor; Cecilia Bartoli; Arend Prohmann, producer; Philip Siney, engineer/mixer (Il Giardino Armonico)
- Verdi: Requiem – Riccardo Muti, conductor; Duain Wolfe, chorus master; Christopher Alder, producer; David Frost, Tom Lazarus & Christopher Willis, engineers/mixers (Ildar Abdrazakov, Olga Borodina, Barbara Frittoli & Mario Zeffiri; Chicago Symphony Orchestra; Chicago Symphony Chorus)

Best Orchestral Performance
- Bruckner: "Symphonies Nos. 3 & 4" – Mariss Jansons, conductor (Royal Concertgebouw Orchestra)
- Daugherty: Metropolis Symphony; "Deus Ex Machina" – Giancarlo Guerrero, conductor (Terrence Wilson; Nashville Symphony)
- Mackey, Steven: "Dreamhouse" – Gil Rose, conductor; Rinde Eckert (Catch Electric Guitar Quartet; Boston Modern Orchestra Project; Synergy Vocals)
- Salieri: "Overtures & Stage Music" – Thomas Fey, conductor (Mannheimer Mozartorchester)
- Stravinsky: Pulcinella; Symphony in Three Movements; "Four Études" – Pierre Boulez, conductor (Roxana Constantinescu, Kyle Ketelsen & Nicholas Phan; Chicago Symphony Orchestra)

Best Opera Recording
- Berg: "Lulu"
  - Antonio Pappano, conductor; Agneta Eichenholz, Jennifer Larmore, Klaus Florian Vogt & Michael Volle; David Groves, producer (Orchestra of The Royal Opera House)
- Hasse: "Marc' Antonio E Cleopatra"
  - Matthew Dirst, conductor; Jamie Barton & Ava Pine; Keith Weber, producer (Ars Lyrica Houston)
- Saariaho: "L'Amour de Loin"
  - Kent Nagano, conductor; Daniel Belcher, Ekaterina Lekhina & Marie-Ange Todorovitch; Martin Sauer, producer (Deutsches Symphonie-Orchester Berlin; Rundfunkchor Berlin)
- Shchedrin: "The Enchanted Wanderer"
  - Valery Gergiev, conductor; Evgeny Akimov, Sergei Aleksashkin & Kristina Kapustinskaya; James Mallinson, producer (Orchestra of the Mariinsky Theatre; Chorus of the Mariinsky Theatre)
- Sullivan: "Ivanhoe"
  - David Lloyd-Jones, conductor; Neal Davies, Geraldine McGreevy, James Rutherford, Toby Spence & Janice Watson; Brian Pidgeon, producer (BBC National Orchestra of Wales; Adrian Partington Singers)

Best Choral Performance
- Bach: "Cantatas" – Nikolaus Harnoncourt, conductor; Erwin Ortner, chorus master (Bernarda Fink, Gerald Finley, Christian Gerhaher, Werner Güra, Julia Kleiter, Christine Schäfer, Anton Scharinger & Kurt Streit; Concentus Musicau Wien; Arnold Schoenberg Chor)
- "Baltic Runes" – Paul Hillier, conductor (Estonian Philharmonic Chamber Choir)
- Haydn: "The Creation" – René Jacobs, conductor; Hans-Christoph Rademann, choir director (Julia Kleiter, Maximilian Schmitt & Johannes Weisser; Freiburger Barockorchester; RIAS Kammerchor)
- Martin: "Golgotha" – Daniel Reuss, conductor (Judith Gauthier, Marianne Beate Kielland, Adrian Thompson, Mattijs Van De Woerd & Konstantin Wolff; Estonian National Symphony Orchestra; Cappella Amsterdam & Estonian Philharmonic Chamber Choir)
- Verdi: "Requiem" – Riccardo Muti, conductor; Duain Wolfe, chorus master (Ildar Abdrazakov, Olga Borodina, Barbara Frittoli & Mario Zeffiri; Chicago Symphony Orchestra; Chicago Symphony Chorus)

Best Instrumental Soloist(s) Performance (with Orchestra)
- Daugherty: "Deus Ex Machina" – Giancarlo Guerrero, conductor; Terrence Wilson (Nashville Symphony)
- Dorman, Avner: "Mandolin Concerto" – Andrew Cyr, conductor; Avi Avital (Metropolis Ensemble)
- Kletzki: "Piano Concerto in D Minor, Op. 22" – Thomas Sanderling, conductor; Joseph Banowetz (Russian Philharmonic Orchestra)
- Mozart: "Piano Concertos Nos. 23 & 24" – Mitsuko Uchida (The Cleveland Orchestra)
- Porter, Quincy: "Concerto for Viola & Orchestra" – John McLaughlin Williams, conductor; Eliesha Nelson (Northwest Sinfonia)

Best Instrumental Soloist Performance (without Orchestra)
- Chopin: "The Nocturnes" – Nelson Freire
- Hamelin: "Études" – Marc-André Hamelin
- Messiaen: "Livre du Saint-Sacrement" – Paul Jacobs
- Paganini: "24 Caprices" – Julia Fischer
- "20th Century Harp Sonatas" – Sarah Schuster Ericsson

Best Chamber Music Performance
- Beethoven: "Complete Sonatas for Violin & Piano" – Isabelle Faust & Alexander Melnikov
- Gnattali: "Solo & Chamber Works for Guitar – Marc Regnier" (Tacy Edwards, Natalia Khoma & Marco Sartor)
- Ligeti: "String Quartets Nos. 1 & 2" – Parker Quartet
- Porter, Quincy: "Complete Viola Works" – Eliesha Nelson & John McLaughlin Williams (Douglas Rioth; Northwest Sinfonia)
- Schoenberg: "String Quartets Nos. 3 & 4" – Fred Sherry String Quartet (Christopher Oldfather & Rolf Schulte)

Best Small Ensemble Performance
- "Ceremony and Devotion – Music for the Tudors" – Harry Christophers, conductor; The Sixteen
- "Dinastia Borja" – Jordi Savall, conductor; Hespèrion XXI & La Capella Reial De Catalunya (Pascal Bertin, Daniele Carnovich, Lior Elmalich, Montserrat Figueras, Driss El Maloumi, Marc Mauillon, Lluís Vilamajó & Furio Zanasi; Pascal Bertin, Daniele Carnovich, Josep Piera & Francisco Rojas)
- "Trondheimsolistene – In Folk Style" – Øyvind Gimse & Geir Inge Lotsberg, conductors (Emilia Amper & Gjermund Larsen; TrondheimSolistene)
- "Victoria: Lamentations Of Jeremiah" – Peter Phillips, conductor; The Tallis Scholars
- Whitacre, Eric: "Choral Music" – Noel Edison, conductor; Elora Festival Singers (Carol Bauman & Leslie De'Ath)

Best Classical Vocal Performance
- "Ombre de Mon Amant – French Baroque Arias" – Anne Sofie von Otter (William Christie; Les Arts Florissants)
- "Sacrificium" – Cecilia Bartoli (Giovanni Antonini; Il Giardino Armonico)
- Turina: "Canto A Sevilla" – Lucia Duchonová (Celso Antunes; NDR Radiophilharmonie)
- Vivaldi: "Opera Arias – Pyrotechnics" – Vivica Genaux (Fabio Biondi; Europa Galante)
- Wagner: "Wesendonck-Lieder" – Measha Brueggergosman (Franz Welser-Möst; The Cleveland Orchestra)

Best Classical Contemporary Composition
- "Deus Ex Machina" – Michael Daugherty (Giancarlo Serrano)
- "Appassionatamente Plus" – Hans Werner Henze (Stefan Soltesz)
- "Graffiti" – Magnus Lindberg (Sakari Oramo)
- "Symphony No. 4" – Arvo Pärt (Esa-Pekka Salonen)
- "The Enchanted Wanderer" – Rodion Shchedrin (Valery Gergiev)

Best Classical Crossover Album
- Meeting of the Spirits – Matt Haimovitz (Amaryllis Jarczyk, Jan Jarczyk, John McLaughlin, Dominic Painchaud, Leanna Rutt & Matt Wilson)
- Off the Map – The Silk Road Ensemble
- Roots – My Life, My Song – Jessye Norman (Ira Coleman, Steve Johns, Mike Lovatt, Mark Markham & Martin Williams)
- Tin, Christopher: Calling All Dawns – Lucas Richman, conductor (Sussan Deyhim, Lia, Kaori Omura, Dulce Pontes, Jia Ruhan, Aoi Tada & Frederica von Stade; Anonymous 4 & Soweto Gospel Choir; Royal Philharmonic Orchestra)
- Vocabularies – Bobby McFerrin

### Music video
Beste korte muziekvideo
Best Short Form Music Video
"Bad Romance" – Lady Gaga
Francis Lawrence, video director; Heather Heller, video producer
- "Ain't No Grave" – (Johnny Cash)
  - Chris Milk, video director; Jennifer Heath, Aaron Koblin & Rick Rubin, video producers
- "Love the Way You Lie" – Eminem & Rihanna
  - Joseph Kahn, video director; Maryann Tanedo, video producer
- "Stylo" – Gorillaz, Mos Def & Bobby Womack
  - Pete Candeland & Jamie Hewlett, video directors; Cara Speller, video producer
- "Fuck You!" – Cee Lo Green
  - Matt Stawski, video director; Paul Bock, video producer

Beste lange muziekvideo
Best Long Form Music Video
When You're Strange – The Doors
Tom Dicillo, video director; John Beug, Jeff Jampol, Peter Jankowski & Dick Wolf, video producers
- No Distance Left to Run – Blur
  - Will Lovelace, Dylan Southern & Giorgio Testi, video directors; Thomas Benski, Laura Collins & Lucas Ochoa, video producers
- The Greatest Ears in Town: The Arif Mardin Story – Arif Mardin
  - Doug Biro & Joe Mardin, video directors; Doug Biro & Joe Mardin, video producers
- Rush: Beyond the Lighted Stage – Rush
  - Sam Dunn & Scot McFadyen, video directors; Sam Dunn & Scot McFadyen, video producers
- Under Great White Northern Lights – The White Stripes
  - Emmett Malloy, video director; Ian Montone & Mike Sarkissian, video producers

## Meeste awards en nominaties
 Producers, songwriters
| Aantal nominaties | Aantal Grammy's | Artiest         |
| ----------------- | --------------- | --------------- |
| 10                | 2               | Eminem          |
| 7                 | 1               | Bruno Mars      |
| 6                 | 3               | Jay-Z           |
| 6                 | 5               | Lady Antebellum |
| 6                 | 3               | Lady Gaga       |
| 5                 | 3               | Jeff Beck       |
| 5                 | B.O.B.          |                 |
| 5                 | 3               | David Frost     |
| 5                 | 1               | Philip Lawrence |
| 5                 | 3               | John Legend     |
| 5                 | 2               | The Roots       |